# 타림 분지

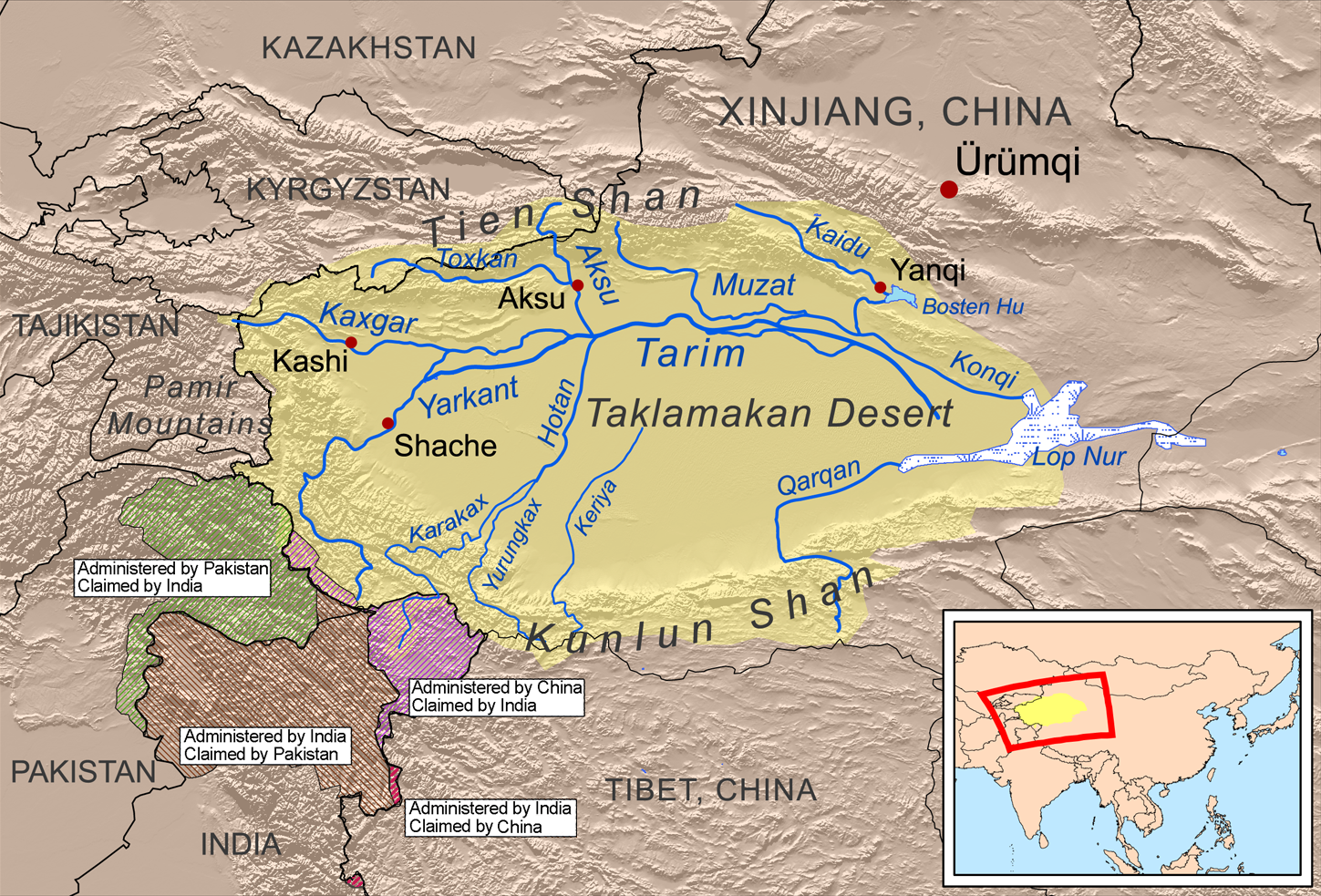
타림 분지(Tarim)와 타클라마칸 사막(Taklamakan Desert) (2008)

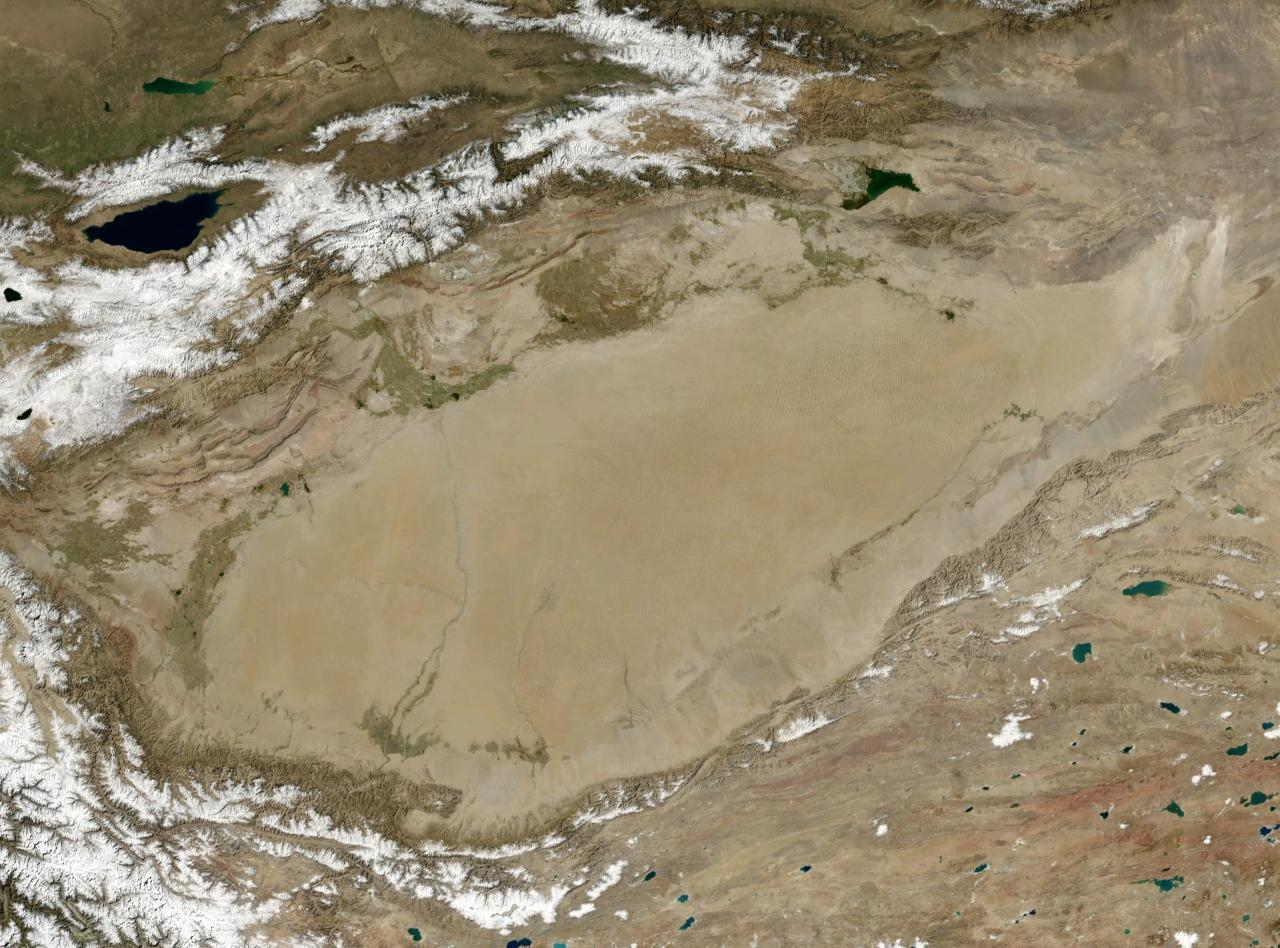
타림 분지의 위성 사진

타림 분지(Tarim basin)는 중앙아시아에 위치한 분지이다. 면적은 1백만 km2에 달하며 오늘날 중국의 신장 위구르 자치구 남부에 해당한다. 북쪽 경계는 중가리아와의 사이를 가르고 있는 천산산맥이고 남쪽 경계는 티베트고원의 북쪽에 있는 쿤룬산맥이다. 타클라마칸 사막이 타림 분지의 대부분을 차지하고 있다. 과거 이 지역에는 주요민족으로 토하라인, 괵튀르크인이 있었으며 오늘날에는 튀르크계 언어를 사용하는 위구르족이 주로 거주하고 있다.

## 역사
실크로드는 아시아와 유럽의 여러 지역을 통과하는 교역로로 여러 갈래로 나누어지는데 북쪽 실크로드와 중간쪽 실크로드, 남쪽 실크로드가 존재했다. 그 중에 중간쪽 실크로드는 6세기경에 쇠퇴하였다. 남쪽 실크로드에는 야르칸드, 니야, 피샨, 미란, 호탄 등의 고대 도시들이 위치하고 있었다. 북쪽 실크로드에는 아커쑤, 코를라, 투르판, 누란 등의 고대 도시들이 위치하고 있었다. 그 외에도 남서쪽에는 카슈가르와 북쪽에는 쿠차, 동쪽에는 둔황이 있었다.

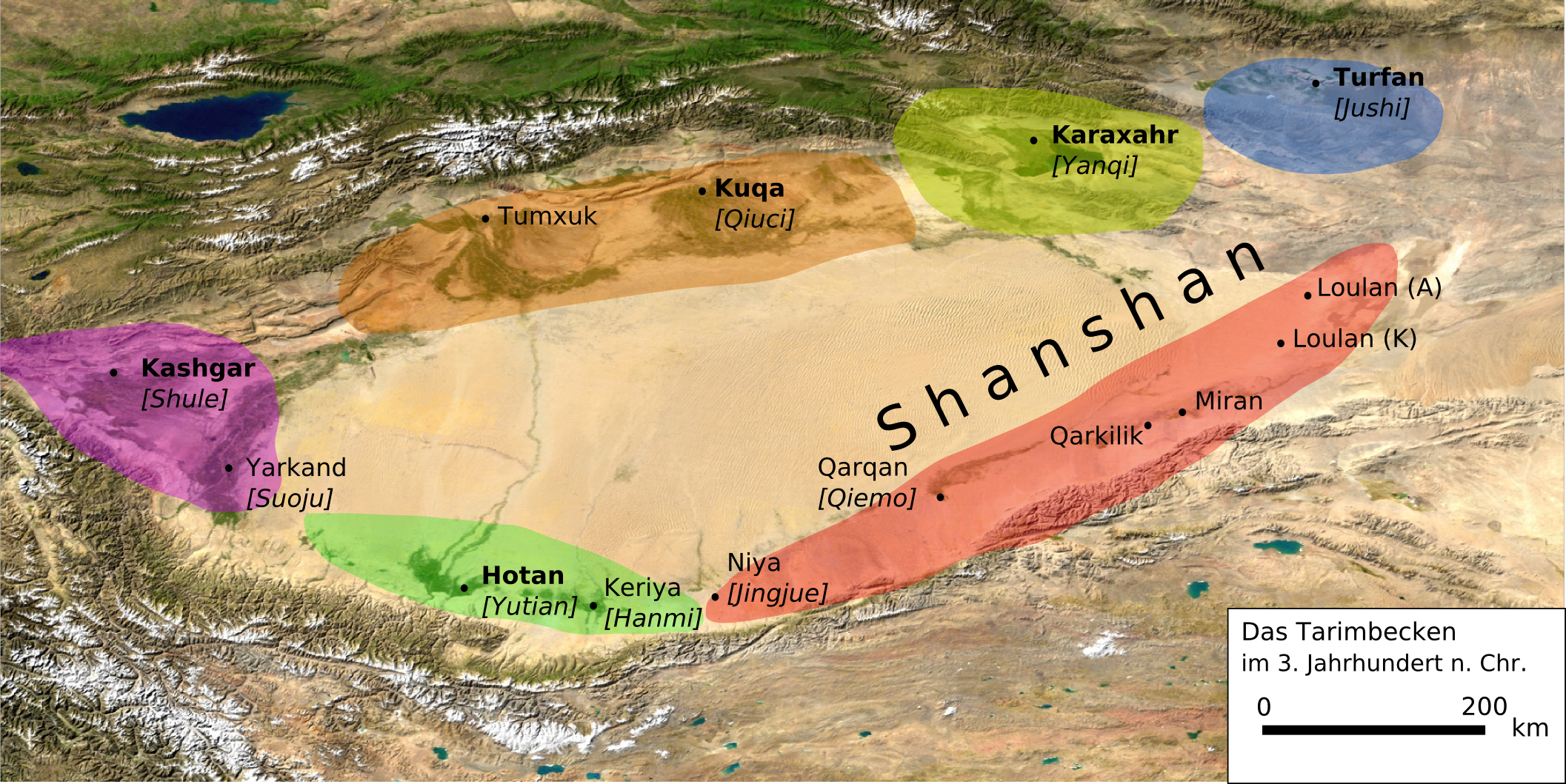
3세기의 타림 분지

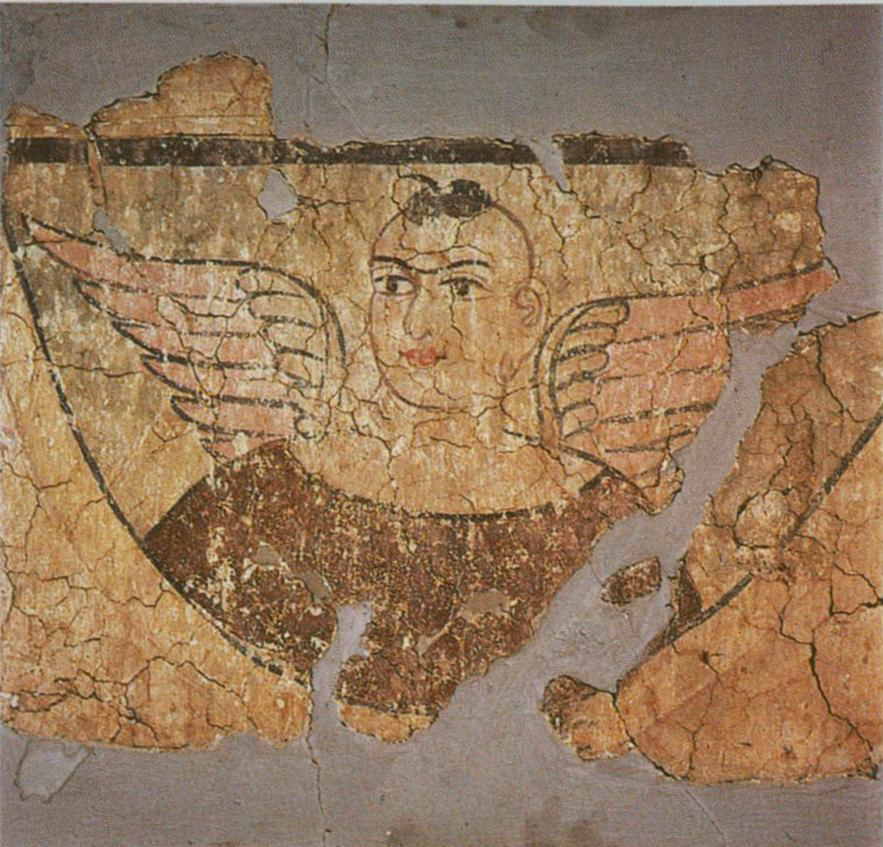
프레스코화 불탑 사리함

기원전 2세기 마케도니아의 알렉산드로스 3세가 동방원정을 감행하고 페르시아를 점령한 후 소그다니아, 박트리아를 침공했다.
월지가 타림 분지에 정착하여 세력을 확장하던 때에 침공한 흉노족에 의해 남쪽으로 이동하여 쿠샨 제국을 건국하였는데 현재의 아프가니스탄과 파키스탄 지역에 위치하였다.
그러나 1세기~2세기 무렵에 쿠샨인들이 타림 분지의 영토를 차지하게 되었고 카슈가르 내에 왕국을 세우게 되었다. 쿠샨인들의 왕국은 인도 중북부의 방언 브라미 문자와 불교를 도입하여 실크로드를 통한 동아시아로 불교 전파를 하는 것에 중요한 역할을 하였다.

## 지질학
타림 분지의 지하자원으로는 석유와 천연가스 등이 있다.

## 같이 보기
- 중가리아